# بیلی نسبیت
بیلی نسبیت (انگلیسی: Billy Nesbitt؛ ۲۲ نوامبر ۱۸۹۱ – ۱۱ ژانویه ۱۹۷۲ (age 80)) بازیکن فوتبال اهل بریتانیا بود.
از باشگاه‌هایی که در آن بازی کرده‌است می‌توان به باشگاه فوتبال بریستول سیتی، باشگاه فوتبال برنلی، و باشگاه فوتبال لیتون اورینت اشاره کرد.